# Yang Guang (saut à ski)
Pour les articles homonymes, voir Yang et Yang Guang.
Yang Guang (né le 11 mai 1984) est un sauteur à ski chinois.

## Palmarès

### Jeux Olympiques
| Épreuve / Édition | Turin 2006 |
| Par équipes       | 16e        |